# Gary City, Texas
Gary City là một thị trấn thuộc quận Panola, tiểu bang Texas, Hoa Kỳ. Năm 2010, dân số của thị trấn này là 311 người.

## Dân số
- Dân số năm 2000: 303 người.
- Dân số năm 2010: 311 người.